# Tour de Ségovie
Le Tour de Ségovie, (en espagnol : Vuelta a Segovia) est une course cycliste par étapes disputée dans la province de Ségovie, en Castille-et-León.
L'édition 2020 est annulée en raison du contexte sanitaire lié à la pandémie de Covid-19. 

## Palmarès
| Année     | Vainqueur                        | Deuxième                  | Troisième                    |
| --------- | -------------------------------- | ------------------------- | ---------------------------- |
| 1963      | Vicente López Carril             |                           |                              |
| 1964      | José Gómez Lucas                 |                           |                              |
| 1965      | Pablo Sánchez García             |                           |                              |
| 1966      | Daniel Yuste                     |                           |                              |
| 1967      | Pablo Suárez Vázquez             |                           |                              |
| 1968      | José Alcibar                     |                           |                              |
| 1969      | Juan Zurano                      |                           |                              |
| 1970      | Andrés Oliva                     |                           |                              |
| 1971      | Carlos Melero                    |                           |                              |
| 1972      | Agustín Tamames                  | Domingo Perurena          | José Manuel López Rodríguez  |
| 1973      | Domingo Perurena                 | Javier Elorriaga          | Jaime Huélamo                |
| 1974      | José Grande                      | Juan Manuel Santisteban   | Jaime Huélamo                |
| 1975      | Javier Elorriaga                 | Tomás Nistal (es)         | José Gómez Lucas             |
| 1976      | Andrés Oliva                     | Faustino Fernández Ovies  | Carlos Ocaña                 |
| 1977      | Miguel María Lasa                | Anastasio Greciano        | Fernando Cabrero             |
| 1978      | Luis Alberto Ordiales            | José Luis Mayoz           | Antonio Abad Collado         |
| 1979      |                                  |                           |                              |
| 1980      |                                  |                           |                              |
| 1981      |                                  |                           |                              |
| 1982      |                                  |                           |                              |
| 1983      | Francisco Javier Cedena          |                           |                              |
| 1984      | Luis Francisco Espinosa          |                           |                              |
| 1985      | José Rodríguez García            |                           |                              |
| 1986      | José Antonio Ibáñez              |                           |                              |
| 1987      | José Antonio Miralles            |                           |                              |
| 1988      | Juan Carlos Martín Martínez (es) |                           |                              |
| 1989      | Francisco Prieto                 |                           |                              |
| 1990      | José María David                 |                           |                              |
| 1991      | Víctor Gómez Gutiérrez           | José María David          | Francisco Hernán             |
| 1992      | Jorge Casillas                   | Sergei Savinotchkine      | Grigore Istchenko            |
| 1993      | Joaquín Migueláñez               | Manuel Rodríguez Gil      | Jordi Gilabert               |
| 1994      | Raido Kodanipork                 | Francisco Sánchez Vaquero | Jaime Martínez Bajo          |
| 1995      | Aitor Asla                       | Roberto Merino            | Fernando Martín García       |
| 1996      | Francisco Javier Simón           | Jesús Salinero            | Juan Maxi Marina             |
| 1997      | Koldo Gil                        | David Hernández           | Francisco Castillo           |
| 1998      | José Antonio Garrido             | Manuel Fernández Sastre   | Óscar García Lago            |
| 1999      | Pablo de Pedro                   | Rafael Pertegás           | Javier Gilmartín             |
| 2000      | Rafael Mila                      | Andoni Aranaga            | Alberto Sanchidrián          |
| 2001      | Roger Lucía                      | Antonio Alcañiz           | Juan Miguel González         |
| 2002      | Pablo de Pedro                   | Víctor Castro             | Juan José Abril              |
| 2003      | Rafael Rodríguez                 | Antonio Arenas            | Rubén Martín                 |
| 2004      | Juan José Abril                  | Alberto Martín            | Antonio Arenas               |
| 2005      | Juan José Abril                  | Oleh Chuzhda              | Javier Sáez                  |
| 2006      | Javier Chacón                    | Antonio Piedra            | Pablo Hernán                 |
| 2007      | Félix Vidal Celis                | José Francisco López      | Luis Amarán                  |
| 2008      | Vladimir Shchekunov              | Francisco Cordón          | José Ángel Rodríguez Arcones |
| 2009      | Alexander Ryabkin                | Egor Korolev              | Gustavo Rodríguez            |
| 2010      | Raúl Alarcón                     | Jon Pardo (es)            | Samuel Nicolás               |
| 2011      | Reuben Donati                    | Joaquín López Mancebo     | Samuel Nicolás               |
| 2012      | Diego Ochoa                      | Unai Iparragirre (es)     | Arturo Mora                  |
| 2013      | Pedro García Peñarrubia          | Oleh Chuzhda              | Rubén Sánchez Méndez         |
| 2014      | Cédric Verbeken                  | Sergio Míguez             | Miguel Ángel Aguilera        |
| 2015      | José Luis Cobo                   | David Galarreta           | Alexander Unzueta            |
| 2016      | Gonzalo Serrano                  | Aser Estévez              | Daniel Viejo                 |
| 2017      | Willie Smit                      | Gonzalo Serrano           | Mauricio Moreira             |
| 2018      | Eusebio Pascual                  | Sebastián Mora            | Antonio Jesús Soto           |
| 2019      | Sergio Román Martín              | Tomás Contte              | Jorge Martín Montenegro      |
| 2020-2021 | non disputé                      |                           |                              |
| 2022      | Egor Igoshev                     | Eric Fagúndez             | Ilia Schegolkov              |
| 2023      | non disputé                      |                           |                              |
| 2024      | Álvaro Sagrado                   | Josep Tomas               | Javier Chacón                |
| 2025      | Franklin Archibold               | David Ruvalcaba           | Juan Pablo Sossa             |

## Palmarès par pays
| Pays           | Victoires |
| -------------- | --------- |
| Espagne        | 48        |
| Russie         | 3         |
| Colombie       | 1         |
| Australie      | 1         |
| Belgique       | 1         |
| Afrique du Sud | 1         |
| Panama         | 1         |